# Bundestagswahlkreis Odenwald
Der Wahlkreis Odenwald (Wahlkreis 186; bis zur Bundestagswahl 2021 Wahlkreis 187) ist ein Bundestagswahlkreis in Hessen. Der Wahlkreis umfasst den Odenwaldkreis und die östlichen Teile der Landkreise Darmstadt-Dieburg und Offenbach mit den Städten und Gemeinden Babenhausen, Dieburg, Fischbachtal, Groß-Bieberau, Groß-Umstadt, Groß-Zimmern, Otzberg, Reinheim, Schaafheim (alle Darmstadt-Dieburg), Hainburg, Mainhausen, Rodgau, Rödermark und Seligenstadt (alle Landkreis Offenbach).
Für den Wahlkreis ist das Wahlamt des Odenwaldkreises organisatorisch zuständig.

## Wahlkreisgeschichte
| Wahl      | Wahlkreisname | Gebiet |
| --------- | ------------- | --- |
| 1949      | XXI           | Landkreis Dieburg, Landkreis Erbach |
| 1953–1961 | 146 Dieburg   | Landkreis Dieburg, Landkreis Erbach |
| 1965–1969 | 146 Dieburg   | - Landkreis Dieburg, - Landkreis Erbach ohne die Gemeinde Rothenberg, - vom Landkreis Offenbach die Gemeinden Dietzenbach, Dreieichenhain, Dudenhofen, Froschhausen, Götzenhain, Hainhausen, Hainstadt, Jügesheim, Klein-Auheim, Klein-Krotzenburg, Klein-Welzheim, Mainflingen, Offenthal, Rembrücken, Seligenstadt, Steinheim am Main, Weiskirchen und Zellhausen                                              |
| 1972      | 146 Dieburg   | - Landkreis Dieburg, - Odenwaldkreis ohne die Gemeinde Rothenberg mit Ausnahme des Rothenberger Ortsteils Raubach, - vom Landkreis Offenbach die Gemeinden Dietzenbach, Dreieichenhain, Dudenhofen, Froschhausen, Götzenhain, Hainhausen, Hainstadt, Jügesheim, Klein-Auheim, Klein-Krotzenburg, Klein-Welzheim, Mainflingen, Offenthal, Rembrücken, Seligenstadt, Steinheim am Main, Weiskirchen und Zellhausen |
| 1976      | 146 Dieburg   | Landkreis Dieburg, Odenwaldkreis, vom Landkreis Offenbach die Gemeinden Dietzenbach, Dudenhofen, Froschhausen, Hainhausen, Hainstadt, Jügesheim, Klein-Krotzenburg, Klein-Welzheim, Mainflingen, Rembrücken, Seligenstadt, Weiskirchen und Zellhausen |
| 1980–1990 | 144 Odenwald  | - Odenwaldkreis, - vom Landkreis Darmstadt-Dieburg die Gemeinden Babenhausen, Dieburg, Eppertshausen, Fischbachtal, Groß-Bieberau, Groß-Umstadt, Groß-Zimmern, Münster, Otzberg, Reinheim und Schaafheim, - vom Landkreis Offenbach die Gemeinden Dietzenbach, Hainburg, Mainhausen, Rodgau, Rödermark und Seligenstadt                                                                                          |
| 1994–1998 | 144 Odenwald  | Odenwaldkreis, vom Landkreis Darmstadt-Dieburg die Gemeinden Babenhausen, Dieburg, Eppertshausen, Fischbachtal, Groß-Bieberau, Groß-Umstadt, Groß-Zimmern, Münster, Otzberg, Reinheim und Schaafheim sowie vom Landkreis Offenbach die Gemeinden Hainburg, Mainhausen, Rodgau, Rödermark und Seligenstadt |
| 2002–2005 | 188 Odenwald  | Odenwaldkreis, vom Landkreis Darmstadt-Dieburg die Gemeinden Babenhausen, Dieburg, Fischbachtal, Groß-Bieberau, Groß-Umstadt, Groß-Zimmern, Otzberg, Reinheim und Schaafheim sowie vom Landkreis Offenbach die Gemeinden Hainburg, Mainhausen, Rodgau, Rödermark und Seligenstadt |
| 2009–2021 | 187 Odenwald  | Odenwaldkreis, vom Landkreis Darmstadt-Dieburg die Gemeinden Babenhausen, Dieburg, Fischbachtal, Groß-Bieberau, Groß-Umstadt, Groß-Zimmern, Otzberg, Reinheim und Schaafheim sowie vom Landkreis Offenbach die Gemeinden Hainburg, Mainhausen, Rodgau, Rödermark und Seligenstadt |

## Wahlkreisabgeordnete
| Wahl | Abgeordneter | Abgeordneter         | Partei | Stimmen in % |
| ---- | ------------ | -------------------- | ------ | ------------ |
| 1949 |              | Heinrich Ritzel      | SPD    | 36,6         |
| 1953 | 39,9         | Heinrich Ritzel      | SPD    |              |
| 1957 | 45,3         | Heinrich Ritzel      | SPD    |              |
| 1961 | 47,2         | Heinrich Ritzel      | SPD    |              |
| 1965 |              | Willi Bäuerle        | SPD    | 47,5         |
| 1969 | 50,5         | Willi Bäuerle        | SPD    |              |
| 1972 | 53,0         | Willi Bäuerle        | SPD    |              |
| 1976 |              | Heinrich Klein       | SPD    | 46,9         |
| 1980 | 49,3         | Heinrich Klein       | SPD    |              |
| 1983 |              | Alexander Warrikoff  | CDU    | 49,4         |
| 1987 | 45,7         | Alexander Warrikoff  | CDU    |              |
| 1990 | 44,7         | Alexander Warrikoff  | CDU    |              |
| 1994 |              | Wolfgang Steiger     | CDU    | 45,5         |
| 1998 |              | Adelheid D. Tröscher | SPD    | 44,9         |
| 2002 |              | Erika Ober           | SPD    | 45,6         |
| 2005 |              | Patricia Lips        | CDU    | 42,0         |
| 2009 | 40,4         | Patricia Lips        | CDU    |              |
| 2013 | 46,9         | Patricia Lips        | CDU    |              |
| 2017 | 36,1         | Patricia Lips        | CDU    |              |
| 2021 |              | Jens Zimmermann      | SPD    | 32,3         |
| 2025 |              | Patricia Lips        | CDU    | 34,0         |

## Wahlergebnisse

### Bundestagswahl 2025
| Kandidaten                                            | Kandidaten                          | Parteien/Listen     | Erststimmen | Erststimmen | Zweitstimmen | Zweitstimmen |
| Kandidaten                                            | Kandidaten                          | Parteien/Listen     | Stimmen     | %           | Stimmen      | %            |
| ----------------------------------------------------- | ----------------------------------- | ------------------- | ----------- | ----------- | ------------ | ------------ |
|                                                       | Jens Zimmermann                     | SPD                 | 47.730      | 24,8        | 35.037       | 18,1         |
|                                                       | Patricia Ingrid Lipsgewählt im WK   | CDU                 | 65.469      | 34,0        | 59.337       | 30,7         |
|                                                       | Boris Markus Wilfert                | GRÜNE               | 17.328      | 9,0         | 21.757       | 11,3         |
|                                                       | Mathias Gerald Zeuner               | FDP                 | 6.825       | 3,5         | 9.539        | 4,9          |
|                                                       | Helmut Rudolf Klezl                 | AfD                 | 35.565      | 18,5        | 36.239       | 18,8         |
|                                                       | Christian Ludwig Wallerer           | Die Linke           | 11.705      | 6,1         | 13.739       | 7,1          |
|                                                       | Laura Schulz                        | FREIE WÄHLER        | 5.264       | 2,7         | 2.736        | 1,4          |
|                                                       | —                                   | Tierschutzpartei    | –           | –           | 2.982        | 1,5          |
|                                                       | —                                   | Die PARTEI          | –           | –           | 1.022        | 0,5          |
|                                                       | Thomas Norbert Wilhelm Ponier-Kröhl | Volt                | 2.746       | 1,4         | 1.738        | 0,9          |
|                                                       | —                                   | PdH                 | –           | –           | 143          | 0,1          |
|                                                       | —                                   | MLPD                | –           | –           | 66           | 0,0          |
|                                                       | —                                   | BÜNDNIS DEUTSCHLAND | –           | –           | 302          | 0,2          |
|                                                       | —                                   | BSW                 | –           | –           | 8.579        | 4,4          |
| Gesamt                                                | Gesamt                              | Gesamt              | 192.632     | 100         | 193.216      | 100          |
|                                                       |                                     |                     |             |             |              |              |
| Ungültige Stimmen                                     | Ungültige Stimmen                   | Ungültige Stimmen   | 2.196       | 1,1         | 1.612        | 0,8          |
| Wähler                                                | Wähler                              | Wähler              | 194.828     | 84,5        | 194.828      | 84,5         |
| Wahlberechtigte                                       | Wahlberechtigte                     | Wahlberechtigte     | 230.672     |             | 230.672      |              |
|                                                       |                                     |                     |             |             |              |              |
| Quellen: Die Bundeswahlleiterin, Kandidaten – Stimmen |                                     |                     |             |             |              |              |

### Bundestagswahl 2021
Die Bundestagswahl 2021 fand am Sonntag, den 26. September 2021, statt. In Hessen wurden 23 Landeslisten zur Wahl zugelassen. Insgesamt wurden zwölf Kreiswahlvorschläge eingereicht, von denen am 30. Juli 2021 zehn Vorschläge vom Wahlausschuss zugelassen wurden.
| Gegenstand der Nachweisung | Gegenstand der Nachweisung     | Erst- stimmen | Erst- stimmen | Zweit- stimmen | Zweit- stimmen |
| Bewerber                   | Partei                         | Anzahl        | %             | Anzahl         | %              |
| -------------------------- | ------------------------------ | ------------- | ------------- | -------------- | -------------- |
| Wahlberechtigte            | Wahlberechtigte                | 233.901       | 100           | 233.901        | 100            |
| Wähler                     | Wähler                         | 179.830       | 76,9          | 179.830        | 76,9           |
| Ungültige Stimmen          | Ungültige Stimmen              | 3.020         | 1,7           | 2.704          | 1,5            |
| Gültige Stimmen            | Gültige Stimmen                | 176.810       | 98,3          | 177.126        | 98,5           |
| davon                      |                                |               |               |                |                |
| Patricia Lips              | CDU                            | 49.367        | 27,9          | 42.857         | 24,2           |
| Jens Zimmermann            | SPD                            | 57.172        | 32,3          | 49.518         | 28,0           |
| Georg Rüdiger Hashagen     | AfD                            | 14.963        | 8,5           | 15.983         | 9,0            |
| Mathias Gerald Zeuner      | FDP                            | 17.110        | 9,7           | 22.433         | 12,7           |
| Philip Krämer              | GRÜNE                          | 21.630        | 12,2          | 24.694         | 13,9           |
| Marlene Wenzl              | DIE LINKE                      | 5.991         | 3,4           | 6.333          | 3,6            |
|                            | Tierschutzpartei               | -             | -             | 3.213          | 1,8            |
|                            | Die PARTEI                     | -             | -             | 1.545          | 0,9            |
| Laura Monika Schulz        | FREIE WÄHLER                   | 5.003         | 2,8           | 3.322          | 1,9            |
|                            | PIRATEN                        | -             | -             | 727            | 0,4            |
|                            | NPD                            | -             | -             | 198            | 0,1            |
|                            | ÖDP                            | -             | -             | 202            | 0,1            |
|                            | V-Partei³                      | -             | -             | 187            | 0,1            |
|                            | MLPD                           | -             | -             | 57             | 0,0            |
|                            | DKP                            | -             | -             | 131            | 0,1            |
| Werner Erich Krebs         | dieBasis                       | 3.699         | 2,1           | 3.171          | 1,8            |
|                            | Bündnis C                      | -             | -             | 196            | 0,1            |
|                            | BÜNDNIS21                      | -             | -             | 65             | 0,0            |
|                            | LKR                            | -             | -             | 56             | 0,0            |
|                            | Die Humanisten                 | -             | -             | 155            | 0,1            |
|                            | Gesundheitsforschung           | -             | -             | 289            | 0,2            |
|                            | Team Todenhöfer                | -             | -             | 846            | 0,5            |
| Kim Renée Pfaff            | Volt                           | 1.602         | 0,9           | 948            | 0,5            |
| Dieter Stein               | Internationalistisches Bündnis | 273           | 0,2           | -              | -              |

### Bundestagswahl 2017
Die Bundestagswahl 2017 fand am Sonntag, den 24. September 2017, statt. In Hessen haben sich 20 Parteien mit ihrer Landesliste beworben. Die Allianz Deutscher Demokraten zog ihre Bewerbung zurück. Die Violetten wurde vom Landeswahlausschuss zurückgewiesen, da nicht die erforderlichen zweitausend Unterschriften zur Unterstützung vorgelegt wurden. Somit bewerben sich 18 Parteien mit ihren Landeslisten in Hessen. Auf den Landeslisten kandidieren insgesamt 353 Bewerber, davon nicht ganz ein Drittel (114) Frauen.
| Gegenstand der Nachweisung | Gegenstand der Nachweisung | Erst- stimmen | Erst- stimmen | Zweit- stimmen | Zweit- stimmen |
| Bewerber                   | Partei                     | Anzahl        | %             | Anzahl         | %              |
| -------------------------- | -------------------------- | ------------- | ------------- | -------------- | -------------- |
| Wahlberechtigte            | Wahlberechtigte            | 234.422       | 100           | 234.422        | 100            |
| Wähler                     | Wähler                     | 184.974       | 78,9          | 184.974        | 78,9           |
| Ungültige Stimmen          | Ungültige Stimmen          | 3.143         | 1,7           | 2.745          | 1,5            |
| Gültige Stimmen            | Gültige Stimmen            | 181.831       | 98,3          | 182.229        | 98,5           |
| davon                      |                            |               |               |                |                |
| Patricia Lips              | CDU                        | 65.654        | 36,1          | 59.635         | 32,7           |
| Jens Zimmermann            | SPD                        | 52.761        | 29            | 42.516         | 23,3           |
| Frank Diefenbach           | GRÜNE                      | 14.181        | 7,8           | 16.084         | 8,8            |
| Kristin Hügelschäfer       | DIE LINKE                  | 11.138        | 6,1           | 13.433         | 7,4            |
| Robert Rankl               | AfD                        | 21.347        | 11,7          | 22.258         | 12,2           |
| Milena Scinardo            | FDP                        | 13.139        | 7,2           | 19.948         | 10,9           |
|                            | PIRATEN                    | -             | -             | 833            | 0,5            |
|                            | NPD                        | -             | -             | 624            | 0,3            |
| Heinz Schumacher           | FREIE WÄHLER               | 2.651         | 1,5           | 1.514          | 0,8            |
|                            | Die PARTEI                 | -             | -             | 1.587          | 0,9            |
|                            | Büso                       | -             | -             | 30             | 0              |
|                            | MLPD                       | -             | -             | 117            | 0,1            |
|                            | BGE                        | -             | -             | 293            | 0,2            |
|                            | DKP                        | -             | -             | 135            | 0,1            |
|                            | DM                         | -             | -             | 409            | 0,2            |
|                            | ÖDP                        | -             | -             | 379            | 0,2            |
|                            | Tierschutzpartei           | -             | -             | 2.091          | 1,1            |
|                            | V-Partei³                  | -             | -             | 343            | 0,2            |
| Harald Frenzel             | Einzelbewerber             | 960           | 0,5           | -              | -              |

### Bundestagswahl 2013
| Gegenstand der Nachweisung | Gegenstand der Nachweisung | Erst- stimmen | Erst- stimmen | Zweit- stimmen | Zweit- stimmen |
| Bewerber                   | Partei                     | Anzahl        | %             | Anzahl         | %              |
| -------------------------- | -------------------------- | ------------- | ------------- | -------------- | -------------- |
| Wahlberechtigte            | Wahlberechtigte            | 234.360       | 100,0         | 234.360        | 100,0          |
| Wähler                     | Wähler                     | 177.273       | 75,6          | 177.273        | 75,6           |
| Ungültige Stimmen          | Ungültige Stimmen          | 6.023         | 3,4           | 5.441          | 3,1            |
| Gültige Stimmen            | Gültige Stimmen            | 171.250       | 100,0         | 171.832        | 100,0          |
| davon                      |                            |               |               |                |                |
| Patricia Lips              | CDU                        | 80.323        | 46,9          | 70.211         | 40,9           |
| Jens Zimmermann            | SPD                        | 57.586        | 33,6          | 48.252         | 28,1           |
| Heinrich Leonhard Kolb     | FDP                        | 4.581         | 2,7           | 8.964          | 5,2            |
| Felix Möller               | GRÜNE                      | 11.854        | 6,9           | 15.560         | 9,1            |
| Martin Deistler            | DIE LINKE                  | 8.621         | 5,0           | 9.459          | 5,5            |
| Michael Breukel            | PIRATEN                    | 5.279         | 3,1           | 4.034          | 2,3            |
| Manfred Hönig              | NPD                        | 3.006         | 1,8           | 2.035          | 1,2            |
|                            | REP                        | –             | –             | 764            | 0,4            |
|                            | BüSo                       | –             | –             | 101            | 0,1            |
|                            | MLPD                       | –             | –             | 76             | 0,0            |
|                            | AfD                        | –             | –             | 9.864          | 5,7            |
|                            | pro Deutschland            | –             | –             | 289            | 0,2            |
|                            | FREIE WÄHLER               | –             | –             | 1.307          | 0,8            |
|                            | Die PARTEI                 | –             | –             | 833            | 0,5            |
|                            | PSG                        | –             | –             | 83             | 0,0            |

### Bundestagswahl 2009
| Gegenstand der Nachweisung | Gegenstand der Nachweisung | Erst- stimmen | Erst- stimmen | Zweit- stimmen | Zweit- stimmen |
| Bewerber                   | Partei                     | Anzahl        | %             | Anzahl         | %              |
| -------------------------- | -------------------------- | ------------- | ------------- | -------------- | -------------- |
| Wahlberechtigte            | Wahlberechtigte            | 234.911       | 100,0         | 234.911        | 100,0          |
| Wähler                     | Wähler                     | 176.808       | 75,3          | 176.808        | 75,3           |
| Ungültige Stimmen          | Ungültige Stimmen          | 5.386         | 3,0           | 4.959          | 2,8            |
| Gültige Stimmen            | Gültige Stimmen            | 171.422       | 100,0         | 171.849        | 100,0          |
| davon                      |                            |               |               |                |                |
| Detlev Blitz               | SPD                        | 50.797        | 29,6          | 42.756         | 24,9           |
| Patricia Lips              | CDU                        | 69.191        | 40,4          | 56.677         | 33,0           |
| Heinrich Leonhard Kolb     | FDP                        | 18.409        | 10,7          | 29.697         | 17,3           |
| Thomas Rehahn              | GRÜNE                      | 16.215        | 9,5           | 19.379         | 11,3           |
| Sabine Leidig              | DIE LINKE                  | 11.574        | 6,8           | 13.403         | 7,8            |
| Georg Hartmann             | NPD                        | 2.183         | 1,3           | 1.907          | 1,1            |
| Frederik Poetsch           | REP                        | 1.772         | 1,0           | 1.723          | 1,0            |
|                            | Die Tierschutzpartei       | –             | –             | 1.765          | 1,0            |
|                            | BüSo                       | –             | –             | 228            | 0,1            |
|                            | MLPD                       | –             | –             | 79             | 0,0            |
|                            | DVU                        | –             | –             | 137            | 0,1            |
|                            | PIRATEN                    | –             | –             | 4.098          | 2,4            |
| Heinz Schumacher           | Für Volksentscheide        | 822           | 0,5           | –              | –              |
| Michael Merkel             | Einzelbewerber             | 459           | 0,3           | –              | –              |

Heinrich Leonhard Kolb und Sabine Leidig sind jeweils über die Landesliste ihrer Partei in den Bundestag eingezogen.

### Bundestagswahl 2005
| Gegenstand der Nachweisung | Gegenstand der Nachweisung | Erst- stimmen | Erst- stimmen | Zweit- stimmen | Zweit- stimmen |
| Bewerber                   | Partei                     | Anzahl        | %             | Anzahl         | %              |
| -------------------------- | -------------------------- | ------------- | ------------- | -------------- | -------------- |
| Wahlberechtigte            | Wahlberechtigte            | 234.100       | 100,0         | 234.100        | 100,0          |
| Wähler                     | Wähler                     | 187.764       | 80,2          | 187.764        | 80,2           |
| Ungültige Stimmen          | Ungültige Stimmen          | 4.950         | 2,6           | 4.742          | 2,5            |
| Gültige Stimmen            | Gültige Stimmen            | 182.814       | 100,0         | 183.022        | 100,0          |
| davon                      |                            |               |               |                |                |
| Erika Ober                 | SPD                        | 76.617        | 41,9          | 63.338         | 34,6           |
| Patricia Lips              | CDU                        | 76.696        | 42,0          | 65.039         | 35,5           |
| Claire Labigne             | GRÜNE                      | 8.882         | 4,9           | 17.382         | 9,5            |
| Heinrich Leonhard Kolb     | FDP                        | 9.421         | 5,2           | 21.458         | 11,7           |
| Berthold Pfeiffer          | Die Linke.                 | 7.275         | 4,0           | 8.810          | 4,8            |
|                            | REP                        | –             | –             | 1.867          | 1,0            |
|                            | Die Tierschutzpartei       | –             | –             | 1.668          | 0,9            |
| Alfred Solf                | NPD                        | 2.912         | 1,6           | 2.176          | 1,2            |
|                            | GRAUE                      | –             | –             | 851            | 0,5            |
|                            | BüSo                       | –             | –             | 160            | 0,1            |
|                            | MLPD                       | –             | –             | 80             | 0,0            |
|                            | PSG                        | –             | –             | 193            | 0,1            |
| Josef Happel               | CM                         | 1.011         | 0,6           | –              | –              |

### Bundestagswahl 2002
| Gegenstand der Nachweisung | Gegenstand der Nachweisung | Erst- stimmen | Erst- stimmen | Zweit- stimmen | Zweit- stimmen |
| Bewerber                   | Partei                     | Anzahl        | %             | Anzahl         | %              |
| -------------------------- | -------------------------- | ------------- | ------------- | -------------- | -------------- |
| Wahlberechtigte            | Wahlberechtigte            | 231.299       | 100,0         | 231.299        | 100,0          |
| Wähler                     | Wähler                     | 189.584       | 82,0          | 189.584        | 82,0           |
| Ungültige Stimmen          | Ungültige Stimmen          | 5.090         | 2,7           | 3.834          | 2,0            |
| Gültige Stimmen            | Gültige Stimmen            | 184.494       | 100,0         | 185.750        | 100,0          |
| davon                      |                            |               |               |                |                |
| Erika Ober                 | SPD                        | 84.190        | 45,6          | 73.677         | 39,7           |
| Patricia Lips              | CDU                        | 76.042        | 41,2          | 71.965         | 38,7           |
| Gösta Müller               | GRÜNE                      | 9.406         | 5,1           | 17.905         | 9,6            |
| Heinrich Leonhard Kolb     | FDP                        | 11.425        | 6,2           | 14.840         | 8,0            |
|                            | REP                        | –             | –             | 1.506          | 0,8            |
| Tony Schwarz               | PDS                        | 2.426         | 1,3           | 2.108          | 1,1            |
|                            | Die Tierschutzpartei       | –             | –             | 1.110          | 0,6            |
|                            | NPD                        | –             | –             | 545            | 0,3            |
|                            | GRAUE                      | –             | –             | 331            | 0,2            |
|                            | PBC                        | –             | –             | 318            | 0,2            |
| Josef Happel               | CM                         | 1.005         | 0,5           | 257            | 0,1            |
|                            | ödp                        | –             | –             | 123            | 0,1            |
|                            | BüSo                       | –             | –             | 72             | 0,0            |
|                            | Schill                     | –             | –             | 993            | 0,5            |

### Bundestagswahl 1998
| Gegenstand der Nachweisung | Gegenstand der Nachweisung | Erst- stimmen | Erst- stimmen | Zweit- stimmen | Zweit- stimmen |
| Bewerber                   | Partei                     | Anzahl        | %             | Anzahl         | %              |
| -------------------------- | -------------------------- | ------------- | ------------- | -------------- | -------------- |
| Wahlberechtigte            | Wahlberechtigte            | 239.244       | 100,0         | 239.244        | 100,0          |
| Wähler                     | Wähler                     | 204.277       | 85,4          | 204.277        | 85,4           |
| Ungültige Stimmen          | Ungültige Stimmen          | 4.760         | 2,3           | 3.593          | 1,8            |
| Gültige Stimmen            | Gültige Stimmen            | 199.517       | 100,0         | 200.684        | 100,0          |
| davon                      |                            |               |               |                |                |
| Wolfgang Steiger           | CDU                        | 82.983        | 41,6          | 73.260         | 36,5           |
| Adelheid D. Tröscher       | SPD                        | 89.599        | 44,9          | 84.546         | 42,1           |
| Klemens Felden             | GRÜNE                      | 10.175        | 5,1           | 14.814         | 7,4            |
| Heinrich Leonhard Kolb     | F.D.P.                     | 6.555         | 3,3           | 14.477         | 7,2            |
| Dieter Odenwald            | PDS                        | 2.184         | 1,1           | 2.415          | 1,2            |
|                            | APPD                       | –             | –             | 185            | 0,1            |
|                            | BüSo                       | –             | –             | 49             | 0,0            |
|                            | BFB – Die Offensive        | –             | –             | 462            | 0,2            |
|                            | Chance 2000                | –             | –             | 125            | 0,1            |
| Josef Happel               | CM                         | 576           | 0,3           | 257            | 0,1            |
|                            | DVU                        | –             | –             | 1.307          | 0,7            |
| Iris Volk                  | GRAUE                      | 945           | 0,5           | 570            | 0,3            |
| Gottfried Burischek        | REP                        | 4.913         | 2,5           | 4.564          | 2,3            |
|                            | DIE FRAUEN                 | –             | –             | 179            | 0,1            |
|                            | Pro DM                     | –             | –             | 1.181          | 0,6            |
|                            | Die Tierschutzpartei       | –             | –             | 816            | 0,4            |
| Georg von Kymmel           | NPD                        | 1.068         | 0,5           | 808            | 0,4            |
|                            | NATURGESETZ                | –             | –             | 164            | 0,1            |
|                            | ödp                        | –             | –             | 148            | 0,1            |
|                            | PBC                        | –             | –             | 328            | 0,2            |
|                            | PSG                        | –             | –             | 29             | 0,0            |
| Bernhard Barutta           | Einzelbewerber             | 519           | 0,3           | –              | –              |

### Bundestagswahl 1994
| Gegenstand der Nachweisung | Gegenstand der Nachweisung | Erst- stimmen | Erst- stimmen | Zweit- stimmen | Zweit- stimmen |
| Bewerber                   | Partei                     | Anzahl        | %             | Anzahl         | %              |
| -------------------------- | -------------------------- | ------------- | ------------- | -------------- | -------------- |
| Wahlberechtigte            | Wahlberechtigte            | 234.918       | 100,0         | 234.918        | 100,0          |
| Wähler                     | Wähler                     | 196.651       | 83,7          | 196.651        | 83,7           |
| Ungültige Stimmen          | Ungültige Stimmen          | 4.326         | 2,2           | 3.230          | 1,6            |
| Gültige Stimmen            | Gültige Stimmen            | 192.325       | 100,0         | 193.421        | 100,0          |
| davon                      |                            |               |               |                |                |
| Wolfgang Steiger           | CDU                        | 87.475        | 45,5          | 81.500         | 42,1           |
| Adelheid Dorothea Tröscher | SPD                        | 77.177        | 40,1          | 72.125         | 37,3           |
| Heinrich Leonhard Kolb     | F.D.P.                     | 6.817         | 3,5           | 14.236         | 7,4            |
| Ulrich Agurks              | GRÜNE                      | 14.224        | 7,4           | 16.865         | 8,7            |
| Gottfried Burischek        | REP                        | 4.207         | 2,2           | 4.134          | 2,1            |
|                            | PDS                        | –             | –             | 1.638          | 0,8            |
|                            | Solidarität                | –             | –             | 56             | 0,0            |
| Werner Paul Wilhelm Schulz | DIE GRAUEN                 | 1.339         | 0,7           | 998            | 0,5            |
| Peter Kriechbaum           | NATURGESETZ                | 1.086         | 0,6           | 731            | 0,4            |
|                            | MLPD                       | –             | –             | 37             | 0,0            |
|                            | ÖDP                        | –             | –             | 545            | 0,3            |
|                            | PBC                        | –             | –             | 556            | 0,3            |

### Bundestagswahl 1990
| Gegenstand der Nachweisung           | Gegenstand der Nachweisung | Erst- stimmen | Erst- stimmen | Zweit- stimmen | Zweit- stimmen |
| Bewerber                             | Partei                     | Anzahl        | %             | Anzahl         | %              |
| ------------------------------------ | -------------------------- | ------------- | ------------- | -------------- | -------------- |
| Wahlberechtigte                      | Wahlberechtigte            | 247.799       | 100,0         | 247.799        | 100,0          |
| Wähler                               | Wähler                     | 204.528       | 82,5          | 204.528        | 82,5           |
| Ungültige Stimmen                    | Ungültige Stimmen          | 3.593         | 1,8           | 2.996          | 1,5            |
| Gültige Stimmen                      | Gültige Stimmen            | 200.935       | 100,0         | 201.532        | 100,0          |
| davon                                |                            |               |               |                |                |
| Alexander Warrikoff                  | CDU                        | 89.864        | 44,7          | 86.309         | 42,8           |
| Dietmar Schöbel                      | SPD                        | 78.986        | 39,3          | 75.387         | 37,4           |
| Wolfgang Josef Helm                  | GRÜNE                      | 12.280        | 6,1           | 10.761         | 5,3            |
| Heinrich Leonhard Kolb               | F.D.P.                     | 12.616        | 6,3           | 20.699         | 10,3           |
| Werner Paul Wilhelm Schulz           | DIE GRAUEN                 | 1.997         | 1,0           | 1.755          | 0,9            |
| Rudolf Lothar Schwenke               | REP                        | 4.210         | 2,1           | 4.411          | 2,2            |
| Georg Friedrich Christian von Kymmel | NPD                        | 982           | 0,5           | 922            | 0,5            |
|                                      | ÖDP                        | –             | –             | 731            | 0,4            |
|                                      | PDS                        | –             | –             | 557            | 0,3            |

### Bundestagswahl 1987
| Gegenstand der Nachweisung | Gegenstand der Nachweisung | Erst- stimmen | Erst- stimmen | Zweit- stimmen | Zweit- stimmen |
| Bewerber                   | Partei                     | Anzahl        | %             | Anzahl         | %              |
| -------------------------- | -------------------------- | ------------- | ------------- | -------------- | -------------- |
| Wahlberechtigte            | Wahlberechtigte            | 236.604       | 100,0         | 236.604        | 100,0          |
| Wähler                     | Wähler                     | 206.300       | 87,2          | 206.300        | 87,2           |
| Ungültige Stimmen          | Ungültige Stimmen          | 4.121         | 2,0           | 2.976          | 1,4            |
| Gültige Stimmen            | Gültige Stimmen            | 202.179       | 100,0         | 203.324        | 100,0          |
| davon                      |                            |               |               |                |                |
| Alexander Warrikoff        | CDU                        | 92.413        | 45,7          | 88.509         | 43,5           |
| Heinrich Klein             | SPD                        | 83.493        | 41,3          | 76.560         | 37,7           |
| Albrecht Achilles          | F.D.P.                     | 8.232         | 4,1           | 16.740         | 8,2            |
| Klaus Friedrich Moeller    | GRÜNE                      | 15.102        | 7,5           | 18.638         | 9,2            |
|                            | FRAUEN                     | –             | –             | 670            | 0,3            |
|                            | MLPD                       | –             | –             | 81             | 0,0            |
| Hans-Joachim Baumann       | NPD                        | 1.597         | 0,8           | 1.460          | 0,7            |
|                            | ÖDP                        | –             | –             | 548            | 0,3            |
|                            | Patrioten                  | –             | –             | 118            | 0,1            |
| Hans-Harald Gabbe          | FRIEDEN                    | 1.342         | 0,7           | –              | –              |

### Bundestagswahl 1983
| Gegenstand der Nachweisung | Gegenstand der Nachweisung | Erst- stimmen | Erst- stimmen | Zweit- stimmen | Zweit- stimmen |
| Bewerber                   | Partei                     | Anzahl        | %             | Anzahl         | %              |
| -------------------------- | -------------------------- | ------------- | ------------- | -------------- | -------------- |
| Wahlberechtigte            | Wahlberechtigte            | 224.716       | 100,0         | 224.716        | 100,0          |
| Wähler                     | Wähler                     | 205.931       | 91,6          | 205.931        | 91,6           |
| Ungültige Stimmen          | Ungültige Stimmen          | 2.800         | 1,4           | 2.266          | 1,1            |
| Gültige Stimmen            | Gültige Stimmen            | 203.131       | 100,0         | 203.665        | 100,0          |
| davon                      |                            |               |               |                |                |
| Heinrich Klein             | SPD                        | 88.527        | 43,6          | 83.087         | 40,8           |
| Alexander Warrikoff        | CDU                        | 100.439       | 49,4          | 94.690         | 46,5           |
| Reinhard Schwarz           | F.D.P.                     | 4.621         | 2,3           | 13.632         | 6,7            |
| Helmut Büdinger            | DKP                        | 630           | 0,3           | 506            | 0,2            |
| Hans-Jürgen Daum           | GRÜNE                      | 8.228         | 4,1           | 11.105         | 5,5            |
| Rainer Apel                | EAP                        | 164           | 0,1           | 155            | 0,1            |
| Wilhelm Friedrich Schmuck  | NPD                        | 522           | 0,3           | 490            | 0,2            |

### Bundestagswahl 1980
| Gegenstand der Nachweisung   | Gegenstand der Nachweisung | Erst- stimmen | Erst- stimmen | Zweit- stimmen | Zweit- stimmen |
| Bewerber                     | Partei                     | Anzahl        | %             | Anzahl         | %              |
| ---------------------------- | -------------------------- | ------------- | ------------- | -------------- | -------------- |
| Wahlberechtigte              | Wahlberechtigte            | 217.224       | 100,0         | 217.224        | 100,0          |
| Wähler                       | Wähler                     | 198.776       | 91,5          | 198.776        | 91,5           |
| Ungültige Stimmen            | Ungültige Stimmen          | 3.006         | 1,5           | 2.160          | 1,1            |
| Gültige Stimmen              | Gültige Stimmen            | 195.770       | 100,0         | 196.616        | 100,0          |
| davon                        |                            |               |               |                |                |
| Heinrich Klein               | SPD                        | 96.469        | 49,3          | 91.334         | 46,5           |
| Walter Picard                | CDU                        | 83.399        | 42,6          | 82.017         | 41,7           |
| Georg Martin Hermann Lüdicke | F.D.P.                     | 11.010        | 5,6           | 18.918         | 9,6            |
| Helmut Büdinger              | DKP                        | 773           | 0,4           | 556            | 0,3            |
| Lothar Egon Heinz Niemann    | GRÜNE                      | 3.924         | 2,0           | 3.222          | 1,6            |
| Ingeborg D. G. Zeisler       | EAP                        | 94            | 0,0           | 60             | 0,0            |
| Brigitte Gertrud H. Seidel   | KBW                        | 101           | 0,1           | 45             | 0,0            |
|                              | NPD                        | –             | –             | 388            | 0,2            |
|                              | V                          | –             | –             | 76             | 0,0            |

### Bundestagswahl 1976
| Gegenstand der Nachweisung | Gegenstand der Nachweisung | Erst- stimmen | Erst- stimmen | Zweit- stimmen | Zweit- stimmen |
| Bewerber                   | Partei                     | Anzahl        | %             | Anzahl         | %              |
| -------------------------- | -------------------------- | ------------- | ------------- | -------------- | -------------- |
| Wahlberechtigte            | Wahlberechtigte            | 207.286       | 100,0         | 207.286        | 100,0          |
| Wähler                     | Wähler                     | 193.819       | 93,5          | 193.819        | 93,5           |
| Ungültige Stimmen          | Ungültige Stimmen          | 3.018         | 1,6           | 1.980          | 1,0            |
| Gültige Stimmen            | Gültige Stimmen            | 190.801       | 100,0         | 191.839        | 100,0          |
| davon                      |                            |               |               |                |                |
| Heinrich Klein             | SPD                        | 89.404        | 46,9          | 86.515         | 45,1           |
| Walter Picard              | CDU                        | 88.485        | 46,4          | 89.006         | 46,4           |
| Leopold Heger              | F.D.P.                     | 10.800        | 5,7           | 14.199         | 7,4            |
|                            | AUD                        | –             | –             | 89             | 0,0            |
|                            | AVP                        | –             | –             | 42             | 0,0            |
| Helmut Büdinger            | DKP                        | 1.431         | 0,7           | 963            | 0,5            |
|                            | EAP                        | –             | –             | 50             | 0,0            |
|                            | KPD                        | –             | –             | 201            | 0,1            |
|                            | KBW                        | –             | –             | 99             | 0,1            |
| Hans-Joachim Baumann       | NPD                        | 681           | 0,4           | 675            | 0,4            |

### Bundestagswahl 1972
| Gegenstand der Nachweisung | Gegenstand der Nachweisung | Erst- stimmen | Erst- stimmen | Zweit- stimmen | Zweit- stimmen |
| Bewerber                   | Partei                     | Anzahl        | %             | Anzahl         | %              |
| -------------------------- | -------------------------- | ------------- | ------------- | -------------- | -------------- |
| Wahlberechtigte            | Wahlberechtigte            | 212.702       | 100,0         | 212.702        | 100,0          |
| Wähler                     | Wähler                     | 199.146       | 93,6          | 199.146        | 93,6           |
| Ungültige Stimmen          | Ungültige Stimmen          | 2.761         | 1,4           | 1.753          | 0,9            |
| Gültige Stimmen            | Gültige Stimmen            | 196.385       | 100,0         | 197.393        | 100,0          |
| davon                      |                            |               |               |                |                |
| Willi Bäuerle              | SPD                        | 104.014       | 53,0          | 95.173         | 48,2           |
| Walter Picard              | CDU                        | 82.451        | 42,0          | 82.691         | 41,9           |
| Willy Glas                 | F.D.P.                     | 7.594         | 3,9           | 17.129         | 8,7            |
| Wilhelm Ruppert            | DKP                        | 1.254         | 0,6           | 1.010          | 0,5            |
|                            | EFP                        | –             | –             | 234            | 0,1            |
| Georg Hartmann             | NPD                        | 1.072         | 0,5           | 1.156          | 0,6            |

### Bundestagswahl 1969
| Gegenstand der Nachweisung | Gegenstand der Nachweisung | Erst- stimmen | Erst- stimmen | Zweit- stimmen | Zweit- stimmen |
| Bewerber                   | Partei                     | Anzahl        | %             | Anzahl         | %              |
| -------------------------- | -------------------------- | ------------- | ------------- | -------------- | -------------- |
| Wahlberechtigte            | Wahlberechtigte            | 187.985       | 100,0         | 187.985        | 100,0          |
| Wähler                     | Wähler                     | 172.042       | 91,5          | 172.042        | 91,5           |
| Ungültige Stimmen          | Ungültige Stimmen          | 5.063         | 2,9           | 3.344          | 1,9            |
| Gültige Stimmen            | Gültige Stimmen            | 166.979       | 100,0         | 168.698        | 100,0          |
| davon                      |                            |               |               |                |                |
| Willi Bäuerle              | SPD                        | 84.243        | 50,5          | 81.134         | 48,1           |
| Walter Picard              | CDU                        | 68.390        | 41,0          | 69.239         | 41,0           |
| Hermann Kleinstück         | FDP                        | 6.437         | 3,9           | 8.453          | 5,0            |
| Heinz Ihrig                | ADF                        | 1.889         | 1,1           | 1.788          | 1,1            |
|                            | EP                         | –             | –             | 302            | 0,2            |
|                            | GPD                        | –             | –             | 614            | 0,4            |
| Joachim Weigelt            | NPD                        | 6.020         | 3,6           | 7.168          | 4,2            |

### Bundestagswahl 1965
| Gegenstand der Nachweisung | Gegenstand der Nachweisung | Erst- stimmen | Erst- stimmen | Zweit- stimmen | Zweit- stimmen |
| Bewerber                   | Partei                     | Anzahl        | %             | Anzahl         | %              |
| -------------------------- | -------------------------- | ------------- | ------------- | -------------- | -------------- |
| Wahlberechtigte            | Wahlberechtigte            | 174.805       | 100,0         | 174.805        | 100,0          |
| Wähler                     | Wähler                     | 160.250       | 91,7          | 160.250        | 91,7           |
| Ungültige Stimmen          | Ungültige Stimmen          | 6.808         | 4,2           | 5.037          | 3,1            |
| Gültige Stimmen            | Gültige Stimmen            | 153.442       | 100,0         | 155.213        | 100,0          |
| davon                      |                            |               |               |                |                |
| Willi Bäuerle              | SPD                        | 72.853        | 47,5          | 71.406         | 46,0           |
| Walter Picard              | CDU                        | 64.074        | 41,8          | 64.090         | 41,3           |
| Hermann Molter             | FDP                        | 10.923        | 7,1           | 13.275         | 8,6            |
|                            | AUD                        | –             | –             | 144            | 0,1            |
| Borvin Wulf                | DFU                        | 3.053         | 2,0           | 3.370          | 2,2            |
| Heinrich Flechsenhaar      | NPD                        | 2.539         | 1,7           | 2.928          | 1,9            |

### Bundestagswahl 1961
| Gegenstand der Nachweisung | Gegenstand der Nachweisung | Erst- stimmen | Erst- stimmen | Zweit- stimmen | Zweit- stimmen |
| Bewerber                   | Partei                     | Anzahl        | %             | Anzahl         | %              |
| -------------------------- | -------------------------- | ------------- | ------------- | -------------- | -------------- |
| Wahlberechtigte            | Wahlberechtigte            | 112.787       | 100,0         | 112.787        | 100,0          |
| Wähler                     | Wähler                     | 103.472       | 91,7          | 103.472        | 91,7           |
| Ungültige Stimmen          | Ungültige Stimmen          | 3.938         | 3,8           | 5.510          | 5,3            |
| Gültige Stimmen            | Gültige Stimmen            | 99.534        | 100,0         | 97.962         | 100,0          |
| davon                      |                            |               |               |                |                |
| Walter Löhr                | CDU                        | 35.578        | 35,7          | 34.438         | 35,2           |
| Heinrich Ritzel            | SPD                        | 46.976        | 47,2          | 45.169         | 46,1           |
| Hermann Molter             | FDP                        | 10.279        | 10,3          | 11.343         | 11,6           |
| Gustav Hacker              | GDP (DP-BHE)               | 3.340         | 3,4           | 3.455          | 3,5            |
| Leonhard Daum              | DFU                        | 2.348         | 2,4           | 2.541          | 2,6            |
| Georg Weber                | DRP                        | 1.013         | 1,0           | 1.016          | 1,0            |

### Bundestagswahl 1957
| Gegenstand der Nachweisung | Gegenstand der Nachweisung | Erst- stimmen | Erst- stimmen | Zweit- stimmen | Zweit- stimmen |
| Bewerber                   | Partei                     | Anzahl        | %             | Anzahl         | %              |
| -------------------------- | -------------------------- | ------------- | ------------- | -------------- | -------------- |
| Wahlberechtigte            | Wahlberechtigte            | 105.943       | 100,0         | 105.943        | 100,0          |
| Wähler                     | Wähler                     | 96.914        | 91,5          | 96.914         | 91,5           |
| Ungültige Stimmen          | Ungültige Stimmen          | 4.518         | 4,7           | 4.850          | 5,0            |
| Gültige Stimmen            | Gültige Stimmen            | 92.396        | 100,0         | 92.064         | 100,0          |
| davon                      |                            |               |               |                |                |
| Heinrich Ritzel            | SPD                        | 41.854        | 45,3          | 40.261         | 43,7           |
| Walter Löhr                | CDU                        | 40.947        | 44,3          | 38.732         | 42,1           |
| Heinz-Hermann Horn         | FDP                        | 4.568         | 4,9           | 5.148          | 5,6            |
| Franz Fiedler              | GB/BHE                     | 3.271         | 3,5           | 3.698          | 4,0            |
|                            | DP                         | –             | –             | 2.174          | 2,4            |
|                            | BdD                        | –             | –             | 171            | 0,2            |
| Georg Weber                | DRP                        | 1.756         | 1,9           | 1.880          | 2,0            |

### Bundestagswahl 1953
| Gegenstand der Nachweisung | Gegenstand der Nachweisung | Erst- stimmen | Erst- stimmen | Zweit- stimmen | Zweit- stimmen |
| Bewerber                   | Partei                     | Anzahl        | %             | Anzahl         | %              |
| -------------------------- | -------------------------- | ------------- | ------------- | -------------- | -------------- |
| Wahlberechtigte            | Wahlberechtigte            | 104.515       | 100,0         | 104.515        | 100,0          |
| Wähler                     | Wähler                     | 92.686        | 88,7          | 92.686         | 88,7           |
| Ungültige Stimmen          | Ungültige Stimmen          | 4.257         | 4,6           | 5.137          | 5,5            |
| Gültige Stimmen            | Gültige Stimmen            | 88.429        | 100,0         | 87.549         | 100,0          |
| davon                      |                            |               |               |                |                |
| Walter Löhr                | CDU                        | 32.436        | 36,7          | 30.567         | 34,9           |
| Heinrich Ritzel            | SPD                        | 35.316        | 39,9          | 34.281         | 39,2           |
| Hermann Molter             | FDP                        | 12.392        | 14,0          | 13.786         | 15,7           |
| Hermann Pitz               | GB/BHE                     | 2.833         | 3,2           | 2.897          | 3,3            |
| Cornelius Finken           | DP                         | 734           | 0,8           | 1.286          | 1,5            |
| Martin Wolfenstädter       | KPD                        | 3.852         | 4,4           | 3.882          | 4,4            |
| Richard Graf               | GVP                        | 866           | 1,0           | 850            | 1,0            |

### Bundestagswahl 1949
|                    | Partei            | Anzahl  | %     |
| ------------------ | ----------------- | ------- | ----- |
| Wahlberechtigte    | Wahlberechtigte   | 103.842 | 100,0 |
| Wähler             | Wähler            | 83.584  | 80,5  |
| Ungültige Stimmen  | Ungültige Stimmen | 6.496   | 7,8   |
| Gültige Stimmen    | Gültige Stimmen   | 77.088  | 100,0 |
| davon              |                   |         |       |
| Heinrich Ritzel    | SPD               | 28.199  | 36,6  |
| Peter Paul Nahm    | CDU               | 18.374  | 23,8  |
| Hermann Molter     | FDP               | 15.408  | 20,0  |
| Leonhard Daum      | KPD               | 6.752   | 8,8   |
| G. B. von Hartmann | Unabhängiger      | 8.355   | 10,8  |